# Francesca Massobrio
Francesca Massobrio (Asti, 9 juli 1993) is een atleet uit Italië.
Op de Olympische Jeugdzomerspelen in 2010 nam Massobrio deel aan het onderdeel kogelslingeren, en eindigde op de 14e plaats.
In 2017 nam ze deel aan de European Throwing Cup in Spanje en eindigde op de tiende plaats.
- World Athletics: 14365865